# Staurogyne simonsii
Staurogyne simonsii är en akantusväxtart som först beskrevs av T. Anders., och fick sitt nu gällande namn av Carl Ernst Otto Kuntze. Staurogyne simonsii ingår i släktet Staurogyne och familjen akantusväxter. Inga underarter finns listade i Catalogue of Life.